# 日韓経済協会
一般社団法人日韓経済協会（にっかんけいざいきょうかい）は、1960年に、当時まだ国交の無かった日本と韓国の間に経済交流を開くために日本商工会議所・日本経済団体連合会を中心に、日本の各業界の代表企業を網羅して設立された。元外務省及び経済産業省）の共管。

## 概要
事務局（事業本部）は、東京都千代田区一番町8番地 一番町FSビル。

## 人事一覧
会長職には重厚長大型産業を中心に各業界を代表する企業の会長職、もしくは相談役にある者が就くケースが多い。副会長職には日本を代表する企業において社長職、会長職にある者の他に、地理的な理由から九州地域の大企業からも選出される。
| - 会長   | 佐々木幹夫 | 三菱商事特別顧問                     |
| - 副会長 | 麻生泰     | 麻生セメント会長                     |
| - 副会長 | 上田勝弘   | 大垣精工社長                         |
| - 副会長 | 岡素之     | 住友商事名誉顧問                     |
| - 副会長 | 荻田伍     | アサヒグループホールディングス相談役 |
| - 副会長 | 清原當博   | ホテルオークラ東京相談役             |
| - 副会長 | 古賀信行   | 野村ホールディングス会長             |
| - 副会長 | 橋本和司   | 東レ常任顧問                         |
| - 副会長 | 井水治博   | 日刊工業新聞社社長                   |

（2018年8月6日現在）

## 歴代会長
| 代 | 氏名       | 所属企業                   | 出身校           | 就任期間              |
| -- | ---------- | -------------------------- | ---------------- | --------------------- |
| 1  | 植村甲午郎 | 日本経団連（農商務省出身） | 東京帝国大・法   | 1960年12月-1977年12月 |
| 2  | 日高輝     | 山一證券会長               | 東京帝国大・法   | 1977年12月-1985年12月 |
| 3  | 杉浦敏介   | 日本長期信用銀行会長       | 東京帝国大・法   | 1985年12月-1992年6月  |
| 4  | 羽倉信也   | 第一勧業銀行相談役         | 慶應義塾大・経済 | 1992年6月-1997年7月   |
| 5  | 藤村正哉   | 三菱マテリアル会長         | 東京帝国大・法   | 1997年7月-2002年6月   |
| 6  | 瀬戸雄三   | アサヒビール相談役         | 慶應義塾大・法   | 2002年6月-2006年6月   |
| 7  | 飯島英胤   | 東レ特別顧問               | 早稲田大・教育   | 2006年6月-2010年6月   |
| 8  | 佐々木幹夫 | 三菱商事会長               | 早稲田大・理工   | 2010年6月-            |